# Gomez Addams
Gomez Addams (escrito con tilde en España y conocido como Homero Addams en América) es el padre de familia de The Addams Family. Fue creado por Charles Addams para The New Yorker en la década de 1930.

## Personaje
Gomez es un excéntrico multimillonario y uno de los quince personajes de televisión más ricos del mundo. Está profundamente enamorado de su esposa Morticia Addams y no puede controlar su impulso de besarla (comúnmente recorriendo desde su mano hasta su antebrazo) al escucharla hablar francés. Gomez es de origen español, específicamente castellano. Vive con su madre, Grandmama Addams (aunque en la adaptación fílmica es su suegra) y con Uncle Fester, quien en la serie original era tío de Morticia pero en todas las demás versiones es su hermano. Aunque es abogado, su enorme fortuna le permite dedicarse a labores excéntricas. Tiene inversiones en todo el mundo (incluyendo una granja de cocodrilos) pero nunca le preocupan las bajas en la bolsa de valores, prefiere dedicarse a sus hobbies; chocar trenes de juguete, domar leones y otras fieras, la esgrima, el tango y el uso del látigo (muchas veces en su esposa Morticia, lo que puede interpretarse como una afinidad sadomasoquista). Gomez tiene grandes habilidades atléticas y es capaz de realizar acrobacias muy avanzadas, además gusta de fumar habanos.

## Apariciones
El patriarca de la familia Addams ha sido interpretado por varios actores: 

Raúl Juliá como Gomez Addams

- John Astin: Serie The Addams Family (1964), voz en The New Scooby-Doo Movies (1972; temporada 1, episodio 3), y película Halloween with the New Addams Family (1977)
- Raúl Juliá: Película The Addams Family (1991) y su secuela Addams Family Values (1993)
- Tim Curry: Película Addams Family Reunion (1998)
- Glenn Taranto: Serie The New Addams Family (1998)
- Oscar Isaac: Película de animación por computadora The Addams Family (2019) y su secuela The Addams Family 2 (2021)
- Luis Guzmán: Serie Wednesday (2022) - adulto[1]
- Lucius Hoyos: Serie Wednesday (2022) - adolescente (flashbacks)